# 엔리케 핀티
엔리케 핀티(Enrique Pinti, 1939년 10월 7일~2022년 3월 27일)는 아르헨티나의 배우, 텔레비전 배우이다.
부에노스아이레스에서 태어났다.

## 출연 작품

### 영화
- 다이어리 포 어 테일(1998년)